# Хогуд, Нил
Нил Эндрю Хогуд (англ. Neil Andrew Hawgood; род. 12 июля 1962, Брисбен) — австралийский хоккеист на траве, полевой игрок, тренер. Участник летних Олимпийских игр 1988 года, чемпион мира 1986 года, бронзовый призёр чемпионата мира 1990 года как игрок, участник летних Олимпийских игр 2016 года как тренер.

## Биография
Нил Хогуд родился 12 июля 1962 года в австралийском городе Брисбен.
В 1988 году вошёл в состав сборной Австралии по хоккею на траве на летних Олимпийских играх в Сеуле, занявшей 4-е место. Играл в поле, провёл 7 матчей, забил 5 мячей (два в ворота сборной Пакистана, по одному — Нидерландам, Аргентине и Великобритании).
Дважды выигрывал медали чемпионата мира. В 1986 году в Лондоне завоевал золото, забив 4 мяча. В 1990 году в Лахоре стал бронзовым призёром, забив 2 гола, в том числе победный в матче за 3-4-е места против сборной ФРГ (2:1).
Дважды выигрывал медали Трофея чемпионов: серебро в 1986 году в Карачи, золото в 1989 году в Западном Берлине. На турнире 1986 года, забив 5 мячей, стал лучшим снайпером вместе с товарищем по команде Марком Хагером, западным немцем Карстеном Фишером и пакистанцем Хассаном Сардаром.
По окончании игровой карьеры стал тренером. Работал с  лондонским «Саутгейтом», командами Шотландии, Квинсленда, Западной Австралии.
С 2012 года был главным тренером сборной Индии среди девушек, с которой выиграл бронзовые медали юниорского чемпионата мира в 2013 году. С женской сборной Индии участвовал в летних Олимпийских играх в Рио-де-Жанейро, где его подопечные заняли 12-е место.